# División de Honor de balonmano 1969-70
La División de Honor de balonmano 1969-70 fue la duodécima edición de la División de Honor de balonmano en España. Se entregó el Trofeo Carlos Albert.

## Clasificación general
|    | Team                    | P  | W  | D | L  | G+  | G-  | Dif  | Pts |
| -- | ----------------------- | -- | -- | - | -- | --- | --- | ---- | --- |
| 1  | BM Granollers-Camp      | 22 | 21 | 1 | 0  | 468 | 270 | +198 | 43  |
| 2  | Atlético de Madrid      | 22 | 16 | 2 | 4  | 457 | 298 | +159 | 34  |
| 3  | Picadero                | 22 | 14 | 1 | 7  | 398 | 336 | +62  | 29  |
| 4  | FC Barcelona            | 22 | 13 | 0 | 9  | 405 | 352 | +53  | 26  |
| 5  | CD Anaitasuna           | 22 | 11 | 0 | 11 | 295 | 334 | -39  | 22  |
| 6  | Vulcano                 | 22 | 8  | 4 | 10 | 349 | 364 | –15  | 20  |
| 7  | Altos Hornos            | 22 | 10 | 0 | 12 | 337 | 386 | –49  | 20  |
| 8  | Pizarro                 | 22 | 8  | 2 | 12 | 305 | 349 | –44  | 18  |
| 9  | Eguía                   | 22 | 7  | 2 | 13 | 312 | 386 | –74  | 16  |
| 10 | CD Sabadell             | 22 | 8  | 0 | 14 | 384 | 442 | -58  | 16  |
| 11 | G. E. Seat              | 22 | 5  | 0 | 17 | 352 | 429 | –77  | 10  |
| 12 | Bofarull-Rayo Vallecano | 22 | 5  | 0 | 17 | 312 | 428 | –116 | 10  |

|  | Campeón    |
|  | Descienden |

| Cataluña                               |
| Campeón BM Granollers-Camp 7.mo título |

| Predecesor: Temporada 1968-69 | Temporada 1968-69 1969-70 | Sucesor: Temporada 1970-71 |

- Datos: Q5811745